# Pauridiantha mayumbensis
Pauridiantha mayumbensis là một loài thực vật có hoa trong họ Thiến thảo. Loài này được (R.D.Good) Bremek. mô tả khoa học đầu tiên năm 1940.